# Corneliu Porumboiu
Corneliu Porumboiu, född 14 augusti 1975 i Vaslui, är en rumänsk filmregissör och manusförfattare. Han långfilmsdebuterade 2006 med 12:08 öster om Bukarest, för vilken han tilldelades Camera d'Or. Hans filmer brukar räknas till rumänska nya vågen.

## Filmografi
- 2006: 12:08 öster om Bukarest
- 2009: Polis, adjektiv
- 2013: Când se lasa seara peste Bucuresti sau metabolism